# Diecezja Guéckédou
Diecezja Guéckédou (łac. Dioecesis Gueckedouensis) – diecezja Kościoła rzymskokatolickiego w Gwinei. Należy do metropolii Konakry. 
29 czerwca 2023 została erygowana przez papieża Franciszka z części diecezji Kankan i N’Zérékoré.

## Ordynariusze
- Norbert Sandouno (od 2023)